# Dnipro Tcherkassy
Maillots
Le Miskyy Sportyvnyy Klub Dnipro Tcherkassy (en ukrainien : Міський спортивний клуб Дніпро Черкаси), plus couramment abrégé en Dnipro Tcherkassy, est un club ukrainien de football fondé en 1955 et basé dans la ville de Tcherkassy.

## Histoire

### Noms du club
- 1955-1956 : Burevisnyk Tcherkassy
- 1956-1966 : Kolhospnyk Tcherkasy
- 1967-1972 : Dnipro Tcherkasy
- 1973-1974 : Hranyt Tcherkasy
- 1997-2004 : FC Tcherkasy
- Depuis 2004 : Cherkaskyi Dnipro

Le club connu sous le nom de FC Slavutych Tcherkasy fusionne en juillet 2014 avec les voisins du FC Zorya Bilozirya. Il est initialement rebaptisé Slavutych-Zorya Cherkasy. Le club est ensuite rebaptisé Cherkaskyi Dnipro. Il place l'année d'établissement du FC Dnipro Cherkasy, soit l'année 1955, sur son logo.

## Bilan sportif

### Palmarès
| Compétitions nationales                                                                      |
| -------------------------------------------------------------------------------------------- |
| - Championnat d'Ukraine de troisième division (2) : - Champion : 1992-93 et 2005-06 (Gr. B). |

### Classements en championnat
La frise ci-dessous résume les classements successifs du club en championnat.

## Personnalités du club

### Présidents
- Albert Zalyalutdinov
- Ihor Kolomoyets

### Entraîneurs
| - Tkatchenko (1956) - Frants Atbashyan (1958) - Abram Lerman (1958 - 1959) - Mykola Zavorotnyi (1960 - 1961) - Abram Lerman (1962) - Dmitriy Alimov (1963) - Volodymyr Hreber (1964 - 1965) - Frants Atbashyan (1966 - 1968) - Dmitriy Alimov (1969) - Mykola Zavorotnyi (1969 - 1970) - Tiberiy Popovych (1970 - 1971) - Leonid Ostrovskiy (1971) - Mykola Zavorotnyi (1971 - 1972) - Vitaliy Khmelnytskyi (1973 - 1974) - Borys Usenko (1977 - 1978) | - Anatoliy Molotay (1978 - 1980) - Aleksandr Tolstoy (1980 - 1981) - Viktor Zhylin (1981 - 1983) - Valentin Tugarin (1983) - Viktor Lukashenko (1983 - 1984) - Mykola Artyukh (1984) - Valentin Dementyev (1985 - 1986) - Vyacheslav Pershyn (1987 - 1989) - Rudolf Kozenkov (1989 - 1990) - Viktor Zhylin (1990 - 1992) - Semen Osynovskyi (1992 - 1995) - Mykola Artyukh (1995) - Ihor Chupryna (1996) - Oleksandr Piskun (1996) - Semen Osynovskyi (1997 - 1998) | - Vyacheslav Pershyn (1998) - Vladimir Muntyan (1998 - 2000) - Oleksandr Kyrylyuk (2000 - 01) - Anatoliy Zayayev (2001) - Vyacheslav Pershyn (2002) - Oleksandr Kyrylyuk & Hryhoriy Foshchiy (2002) - Serhiy Puchkov (2003) - Oleksandr Shcherbakov (2004 - 2005) - Serhiy Morozov (2005 - 2007) - Oleksandr Ryabokon (2007 - 2008) - Anatoliy Bezsmertnyi (2008 - 2009) - Yevhen Tarasenko (2018 - 2019) - Ihor Stolovytskyi (2019 - 2021) - Taras Ilnytskyi (2021 - ) |